# Gunnar Leidborg
Gunnar Leidborg (* 11. Januar 1955 in Stockholm) ist ein ehemaliger schwedischer Eishockeytorwart und derzeitiger -trainer. Zuletzt war er bis November 2021 Assistenztrainer bei den Schwenninger Wild Wings aus der DEL. 

## Karriere
Einen Großteil seiner Spielerkarriere verbrachte Leidborg im Team von AIK Solna in der schwedischen Elitserien, für die er zwischen 1972 und 1987 fast ausschließlich in der Elitserien bzw. deren Vorgängerliga spielte – einzig während der Saison 1974/75 stand er beim Västerås IK unter Vertrag. Mit AIK Solna wurde der Torwart 1982 und 1984 jeweils Schwedischer Meister. In den Jahren 1978 und 1981 wurde er zudem jeweils Vizemeister mit seinem Team. Er selbst gehörte in Schweden in den 1970er und 1980er Jahren zu den erfolgreichsten Torwärten überhaupt und wies in den Jahren 1981, 1983 und 1984 die beste Fangquote der Elitserien, sowie in der Saison 1983/84 den geringsten Gegentorschnitt der Liga, auf. In seiner letzten aktiven Spielzeit, der Saison 1986/87, gelang ihm mit seinem Club nach dem Abstieg im Vorjahr in die zweitklassige Division 1 der direkte Wiederaufstieg in die Elitserien.

### International
Für die schwedische Eishockeynationalmannschaft bestritt Leidborg in seiner Karriere insgesamt 25 A-Länderspiele.

### Als Trainer
Im Anschluss an seine aktive Karriere übernahm Leidborg von 1987 bis 1990 das Amt als Cheftrainer beim österreichischen Verein EHC Lustenau. Anschließend verbrachte er eine Spielzeit beim Schwenninger ERC in der Eishockey-Bundesliga. Von 1992 bis 1995 betreute der Schwede die Augsburger Panther, mit dem ihm 1994 als Zweitligameister der Aufstieg in die neu gegründete Deutsche Eishockey Liga gelang. In dieser war er in der Saison 1995/96 als Assistenztrainer bei seinem Ex-Club aus Schwenningen tätig. Zur Saison 1998/99 übernahm er in Augsburg kurzfristig erneut das Amt als Cheftrainer. In den folgenden Jahren konnte er sich in der DEL als Verantwortlicher hinter der Bande vollends etablieren und war für die Revierlöwen Oberhausen, Berlin Capitals, Kassel Huskies und Hannover Scorpions tätig. In seiner Zeit in Oberhausen wurde er 2000 zudem zum Trainer des Jahres der DEL ernannt. 
Von 2005 bis 2008 trainierte Leidborg den ETC Crimmitschau, mit dem ihm in der Saison 2005/06 der Aufstieg in die 2. Eishockey-Bundesliga gelang. Vor der Saison 2008/09 verließ er die Sachsen und übernahm das Traineramt bei den Nordsjælland Cobras aus der dänischen AL-Bank Ligaen. Als dieser am Saisonende Insolvenz anmelden musste, verließ er diesen und kehrte in die 2. Bundesliga zurück, in der er zwischen 2009 und 2012 beim REV Bremerhaven die Verantwortung für den sportlichen Erfolg trug. Nach dem Ende seiner Amtszeit in Bremerhaven ging er nach Schweden zurück und war in der Saison 2012/13 als Trainer in der Nachwuchsabteilung von BIK Karlskoga aktiv. In der Folgesaison war er Cheftrainer des Zweitligisten IF Troja-Ljungby, wurde aber im Januar 2014 entlassen.
Zur Saison 2014/15 übernahm er den Cheftrainerposten beim schwedischen Drittligaverein Kumla HC und hatte diese Position bis 2017 inne.
Von September 2020 bis November 2021 war er Assistenztrainer von Niklas Sundblad bei den Schwenninger Wild Wings, wurde dann aber wegen fehlenden Erfolgs zusammen mit Sundblad entlassen.

## Erfolge
| - 1978 Schwedischer Vizemeister mit AIK Solna - 1981 Schwedischer Vizemeister mit AIK Solna - 1981 Beste Fangquote der Elitserien - 1982 Schwedischer Meister mit AIK Solna - 1983 Beste Fangquote der Elitserien | - 1984 Schwedischer Meister mit AIK Solna - 1984 Beste Fangquote der Elitserien - 1984 Geringster Gegentorschnitt der Elitserien - 1987 Aufstieg in die Elitserien mit AIK Solna |

### Als Trainer
- 1994 Zweitligameister und Aufstieg in die DEL mit den Augsburger Panthern
- 2000 DEL-Trainer des Jahres
- 2006 Aufstieg in die 2. Bundesliga mit dem ETC Crimmitschau

## Trainerstatistiken
|         |                         |       |        | Gesamte Saison | Gesamte Saison | Gesamte Saison | Gesamte Saison | Gesamte Saison |
| Saison  | Team                    | Liga  | Spiele | G              | V              | U              | OTL            |                |
| ------- | ----------------------- | ----- | ------ | -------------- | -------------- | -------------- | -------------- | -------------- |
| 1987/88 | EHC Lustenau            | AUT-1 |        |                |                |                |                |                |
| 1988/89 | EHC Lustenau            | AUT-1 |        |                |                |                |                |                |
| 1989/90 | EHC Lustenau            | AUT-1 |        |                |                |                |                |                |
| 1990/91 | Schwenninger ERC        | 1. BL | 44     | 19             | 20             | 5              | 0              |                |
| 1992/93 | Augsburger Panther      | 2. BL |        |                |                |                |                |                |
| 1993/94 | Augsburger Panther      | 2. BL |        |                |                |                |                |                |
| 1994/95 | Augsburger Panther      | DEL   | 44     | 12             | 25             | 7              | 0              |                |
| 1995/96 | Schwenninger Wild Wings | DEL   | 54     | 31             | 14             | 6              | 3              |                |
| 1998/99 | Augsburger Panther      | DEL   | 52     | 22             | 19             | 8              | 3              |                |
| 2000/01 | Revier Löwen Oberhausen | DEL   | 60     | 37             | 20             | 0              | 3              |                |
| 2001/02 | Berlin Capitals         | DEL   | 60     | 25             | 30             | 0              | 5              |                |
| 2002/03 | Kassel Huskies          | DEL   | 52     | 26             | 19             | 7              | 0              |                |
| 2003/04 | Hannover Scorpions      | DEL   | 52     | 15             | 32             | 0              | 5              |                |
| 2004/05 | Hannover Scorpions      | DEL   | 52     | 21             | 28             | 0              | 3              |                |
| 2005/06 | ETC Crimmitschau        | OL    | 58     | 38             | 17             | 7              |                |                |
| 2006/07 | ETC Crimmitschau        | 2. BL | 59     | 14             | 44             | 9              |                |                |
| 2007/08 | ETC Crimmitschau        | 2. BL | 59     | 22             | 25             | 12             |                |                |
| 2008/09 | Nordsjælland Cobras     | DEN-1 | 36     | 22             | 14             |                |                |                |
| 2009/10 | REV Bremerhaven         | 2. BL | 57     | 24             | 27             |                | 6              |                |

Legende: G = Gewonnen, V = Verloren, U = Unentschieden, OTL = in der Verlängerung verloren